# Rhagio yangi
Rhagio yangi är en tvåvingeart som beskrevs av Kerr 2010. Rhagio yangi ingår i släktet Rhagio och familjen snäppflugor. Inga underarter finns listade i Catalogue of Life.